# امینی فنوا
امینی فنوا (انگلیسی: Amini Fonua؛ زادهٔ ۱۴ دسامبر ۱۹۸۹) ورزشکار ورزش شنا اهل تونگا است.
وی در مسابقات کشوری و بین‌المللی در مجموع برندهٔ ۵ مدال طلا، ۲ مدال نقره، ۴ مدال برنز شده‌است.